# Master's Hammer
Master's Hammer est un groupe tchèque de black metal, originaire de Prague, actif entre 1983 et 1995, puis entre 2009 et 2020. Avec plusieurs changements dans la formation, le groupe compte huit albums studio, cinq démos, un EP, deux albums split, deux albums live et plusieurs compilations.

## Histoire
Master's Hammer est formé en 1983 et produit cinq démos avant de sortir son premier album, Ritual, en 1991. Le groupe polonais de metal extrême Behemoth reprend le morceau Jáma pekel sur son EP, Ezkaton, sorti en 2008. Un an plus tard, Master's Hammer sort son deuxième album, Jilemnický okultista.
Leur troisième album, Šlágry, sorti en 1995, s'éloigne de leurs travaux précédents et incorpore une variété de styles en dehors du genre metal. À l'époque, le groupe annonce que Šlágry II et un CD-ROM à venir feraient davantage appel à des chanteurs d'opéra professionnels et à des musiciens d'orchestre, mais ni l'un ni l'autre ne s'est concrétisé, et le groupe se sépare la même année. Le groupe ukrainien de black metal Drudkh reprend le titre Indiánská píseň hrůzy sur son EP, Slavonic Chronicles, sorti en 2010, et l'inclut sur sa compilation Eastern Frontier in Flames, sortie en 2014.
En 2009, Master's Hammer se reforme et sort Mantras, leur premier disque en 14 ans. Fin 2012, un cinquième album, intitulé Vracejte konve na místo sort. Il est récompensé par le prix du « meilleur album hard et heavy » aux Anděl Awards de cette année-là et par le prix du meilleur album aux Břitva Awards.
En juillet 2013, Master's Hammer forme son propre label discographique, appelé Jihosound Records, sous lequel ils sortent leur sixième album studio en 2014, intitulé Vagus Vetus. Le 30 mai 2016, ils publient leur septième album studio, Formulæ, qui remporte à nouveau le prix du meilleur album hard et heavy aux Anděl Awards,.
Le 8 décembre 2016, le groupe annonce sur sa page Facebook qu'il est prévu qu'il joue au festival Brutal Assault en août 2017, sa première prestation live depuis 25 ans. En février 2018, Master's Hammer sort son huitième album studio, Fascinator. L'ancien bassiste Tomáš « Monster » Vendl décède le 26 juillet 2024, à l'âge de 52 ans. Plus tard dans l'année, František Štorm, membre fondateur et leader du groupe, confirme dans une interview que le groupe se sépare officiellement en 2020.

## Style musical
Le magazine Kerrang! décrit le style du groupe comme « fusionnant le thrash avec des thèmes classiques », et Jilemnický okultista est qualifié d'« opérette en trois actes ».
Interrogé sur Ritual, Fenriz, le batteur du groupe de black metal norvégien Darkthrone, a plaisanté en disant que l'album « est en fait le premier album de black metal norvégien, même s'ils viennent de Tchécoslovaquie ».

## Discographie

### Albums studio
- 1991 : Ritual
- 1992 : Jilemnický Okultista
- 1995 : Slágry
- 2009 : Mantras
- 2012 : Vracejte konve na místo
- 2014 : Vagus Vetus
- 2016 : Formulæ
- 2018 : Fascinator

### Démos
- 1987 : The Ritual Murder
- 1988 : Finished
- 1989 : Live in Zbraslav 18.5.1989
- 1989 : The Mass
- 1990 : The Fall of Idol
- 1992 : Jilemnický Okultista

### Compilations notables
- 2001 : Ritual/Jilemnický Okultista

### Splits
- 1990 : Ultra Metal (avec V.A.R., Debustrol, Moriorr, Ferat et Kabát)

### EP
- 1992 : Klavierstück

### Singles
- 2012 : 7"SP